# Corneliu Mănescu
Corneliu Mănescu (n. 6 februarie 1916, Ploiești, România – d. 26 iunie 2000, București, România) a fost un om politic român, care a fost, printre altele, ministru de externe al României.

## Educație
Și-a terminat educația primară la Ploiești, urmând apoi, între 1936-1940, cursurile de drept și științe economice ale universității din București. În timpul studenției, a început să contribuie prin articole la diverse publicații de stânga. Ca jurnalist, s-a interesat mai ales de relații internaționale.
În 1944 lucra la Institutul de Statistică, considerat un adevărat „focar comunist” (aici lucrau și alți comuniști, ca Nicolae Betea, Anton Rațiu, Mihail Levente, Ștefan Popescu și alții.)

## Carieră
Mănescu a fost membru al Partidului Comunist Român din 1936. După 23 august 1944, Mănescu a avut funcții în Partidul Comunist și în instituțiile de stat. A fost adjunct al ministrului Apărării Naționale, cu gradul de locotenent-colonel (1948-1955), comandant al Casei Centrale a Armatei (1952) și șef al Direcției Superioare Politice a Armatei (1959). A fost înaintat pe 2 octombrie 1952 la gradul de general-maior (cu o stea). Între 1955 și 1960 a fost vicepreședinte al Comitetului de Stat al Planificării.
În 1960, Corneliu Mănescu a devenit director al departamentului politic din cadrul Ministerului Afacerilor Externe. La 10 octombrie 1960 este numit ambasador în Ungaria (până la 30 mai 1961), după care devine ministru de externe (1961-1972), vicepreședinte al Frontului Unității Socialiste, președinte al Grupului Interparlamentar Român, ambasador în Franța (1977-1982). 
În martie 1961, Mănescu era membru al cabinetului ca ministru de externe. A fost confirmat în funcție de Marea Adunare Națională. În acel moment era la cel de al doilea mandat legislativ.
Mănescu a fost cel care a condus delegațiile române la toate sesiunile Adunării Generale a Națiunilor Unite, începând cu cea de-a 16-a sesiune din 1961. A fost șef al delegației române din 1962, la comitetul celor 18 națiuni însărcinat cu dezarmarea și la alte conferințe internaționale. 
La 19 septembrie 1967 a fost ales președinte al celei de-a XXII-a sesiuni a Adunării Generale a ONU; a fost prima dată când un reprezentant al unei țări socialiste era ales în această funcție. A deținut funcția până la data de 23 septembrie 1968
Cel de-al IX-lea congres al PCR din 1965 l-a ales membru al Comitetului Central. A fost membru al CC al PCR (1965-1980).
În 1989 a fost unul din semnatarii „scrisorii celor șase” în care unii dintre foștii lideri comuniști îl criticau pe Nicolae Ceaușescu. În timpul revoluției române din 1989 atât la Timișoara, cât și la București s-a vorbit despre el ca despre un posibil succesor al lui Ceaușescu. La 22 decembrie 1989 a devenit membru în Consiliul Frontului Salvării Naționale.

## Familia
S-a căsătorit în 1950 cu Doina Dobrescu, căreia Mănescu îi plăcea să-i spună „Dana”. Câteva luni mai târziu se năștea fiica lor, Alexandra.

## Distincții
- Ordinul „23 August” clasa a IV-a (12 august 1959) „pentru contribuție activă la întărirea regimului democrat-popular”[9]
- Medalia „40 de ani de la înființarea Partidului Comunist din Romînia” (6 mai 1961) „pentru merite în activitatea de partid și întărirea regimului democrat-popular”[10]
- Ordinul „Steaua Republicii Populare Romîne” clasa a II-a (18 august 1964) „pentru merite deosebite în opera de construire a socialismului, cu prilejul celei de a XX-a aniversări a eliberării patriei”[11]
- Ordinul „Tudor Vladimirescu” clasa a II-a (30 aprilie 1966) „cu prilejul celei de-a 45-a aniversări de la înființarea Partidului Partidului Comunist din România, pentru merite deosebite în opera de construire a socialismului”[12]
- Ordinul „Steaua Republicii Socialiste România” clasa I (4 mai 1971) „cu prilejul aniversării a 50 de ani de la constituirea Partidului Comunist Român, [...] pentru activitate îndelungată în mișcarea muncitorească și merite deosebite în opera de construire a socialismului”[13]